# Sclerurus
Sclerurus (bladkrabbers) is een geslacht van zangvogels uit de familie ovenvogels (Furnariidae). De bladkrabbers voeden zich voornamelijk met insecten en andere geleedpotigen die zij door het doorwoelen van bladafval op de grond oppikken. Ze komen voor in Midden- en Zuid-Amerika, drie soorten ook in Suriname.

## Soorten
Het volgende soorten zijn bij het geslacht ingedeeld:
- Sclerurus albigularis – Grijskeelbladkrabber
- Sclerurus caudacutus – Zwartstaartbladkrabber
- Sclerurus guatemalensis – Schubkeelbladkrabber
- Sclerurus mexicanus – Bruinkeelbladkrabber
- Sclerurus obscurior – Donkere bladkrabber
- Sclerurus rufigularis – Kortsnavelbladkrabber
- Sclerurus scansor – Roodborstbladkrabber